# Nustrow
Nustrow es un municipio situado en el distrito de Rostock, en el estado federado de Mecklemburgo-Pomerania Occidental (Alemania), a una altitud de 30 metros. Su población a finales de 2016 era de 150 habs. y su densidad poblacional, 22 hab/km².
Se encuentra a poca distancia al suroeste del distrito de Pomerania Occidental-Rügen.